# 캐나다 하우스

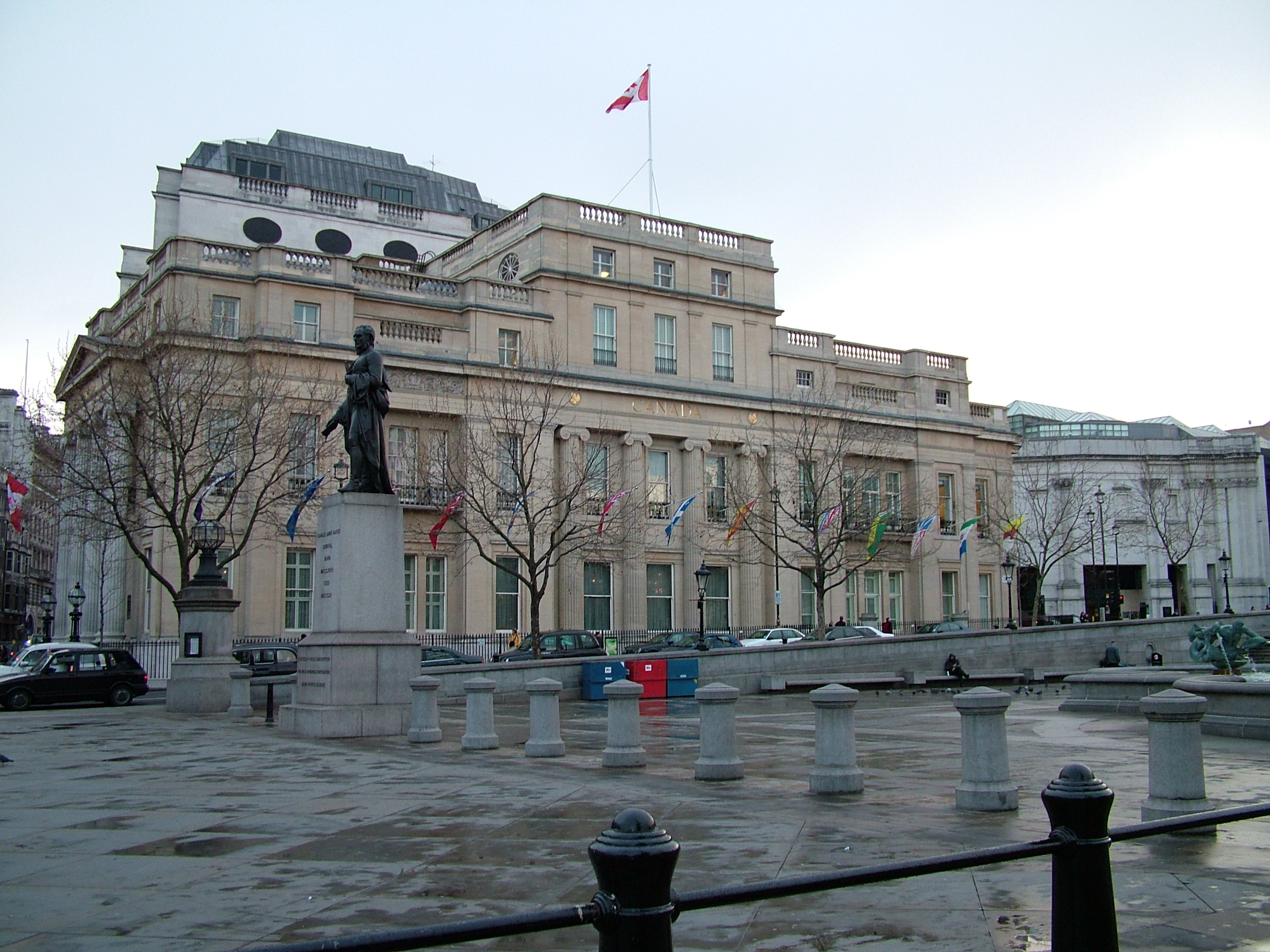
캐나다 하우스

캐나다 하우스(Canada House, 프랑스어: Maison du Canada)는 런던의 트라팔가 광장에 있는 그리스 부흥 양식 건물이다. 1970년부터 등급 II* 지정 건물로 지정되었다. 1925년부터 영국 주재 캐나다 고등판무관 사무소의 대사관으로 사용되었다.

## 역사
나중에 캐나다 하우스로 알려지게 된 이 건물은 대영박물관의 건축가인 로버트 스머크 경의 설계에 따라 1824년에서 1827년 사이에 지어졌다. 원래는 유니언 클럽과 왕립 내과의 협회가 사용하던 두 개의 건물이었다. 고등판무관 피터 찰스 라킨의 지도 아래, 캐나다 정부는 1923년에 223,000파운드의 금액으로 유니언 클럽을 인수했다. 라킨의 의도는 빅토리아 스트리트에 흩어져 있던 200명의 캐나다인 직원들의 업무를 하나의 중앙 건물로 집중시키는 것이었다. 리모델링에는 캐나다 달러로 130만 달러가 소요되었고, 주 출입구를 트라팔가 광장에서 콕스퍼 스트리트로 옮긴 건축가 셉티머스 워윅이 감독했다. 디자이너들은 캐나다 가구, 카펫, 단풍나무 및 자작나무 마루를 수입했다. 외관은 왕립 내과의 협회 외관과 일치하도록 포틀랜드 석회암으로 다시 덮였다. 건물은 1925년 6월 29일에 조지 5세 국왕에 의해 공식적으로 개관되었다.
캐나다 하우스의 개관을 선포하면서 조지 국왕은 다음과 같이 말했다: "캐나다는 위대한 나라이다: '바다에서 바다까지'의 광대한 면적이라는 문자적 의미에서나, 성취와 약속에서나 위대하며, 이곳에 있는 공식 대표자들이 연일 증가하는 중요 업무를 수행하기에 합당하고 충분한 방식으로 수용되는 것이 옳고 필요하다."
런던 대공습 기간 동안, 폭탄이 건물 근처에 떨어졌는데, 당시 고등판무관 비서였던 미래 캐나다 총리 레스터 B. 피어슨으로부터 불과 20 야드 (18 m) 떨어진 곳이었다. 캐나다는 1961년에 메이페어의 그로스브너 스퀘어 1번지에 위치한 미래의 맥도널드 하우스를 인수하며 존재감을 높였다.
1993년, 캐나다 하우스는 캐나다 정부에 의해 비용 절감 조치로 매각할 목적으로 폐쇄되었다. 캐나다의 정부 교체로 이 결정은 번복되었고, 대신 1997년부터 리모델링이 계획되었다. 이 건물은 1998년 5월에 캐나다의 여왕으로서 엘리자베스 2세 여왕에 의해 공식적으로 재개관되었다. 재개관을 기념하기 위해 프린세스 패트리샤 캐나다 경보병연대 제3대대 병력이 런던으로 와 버킹엄 궁전에서 여왕의 근위대를 수행했다.

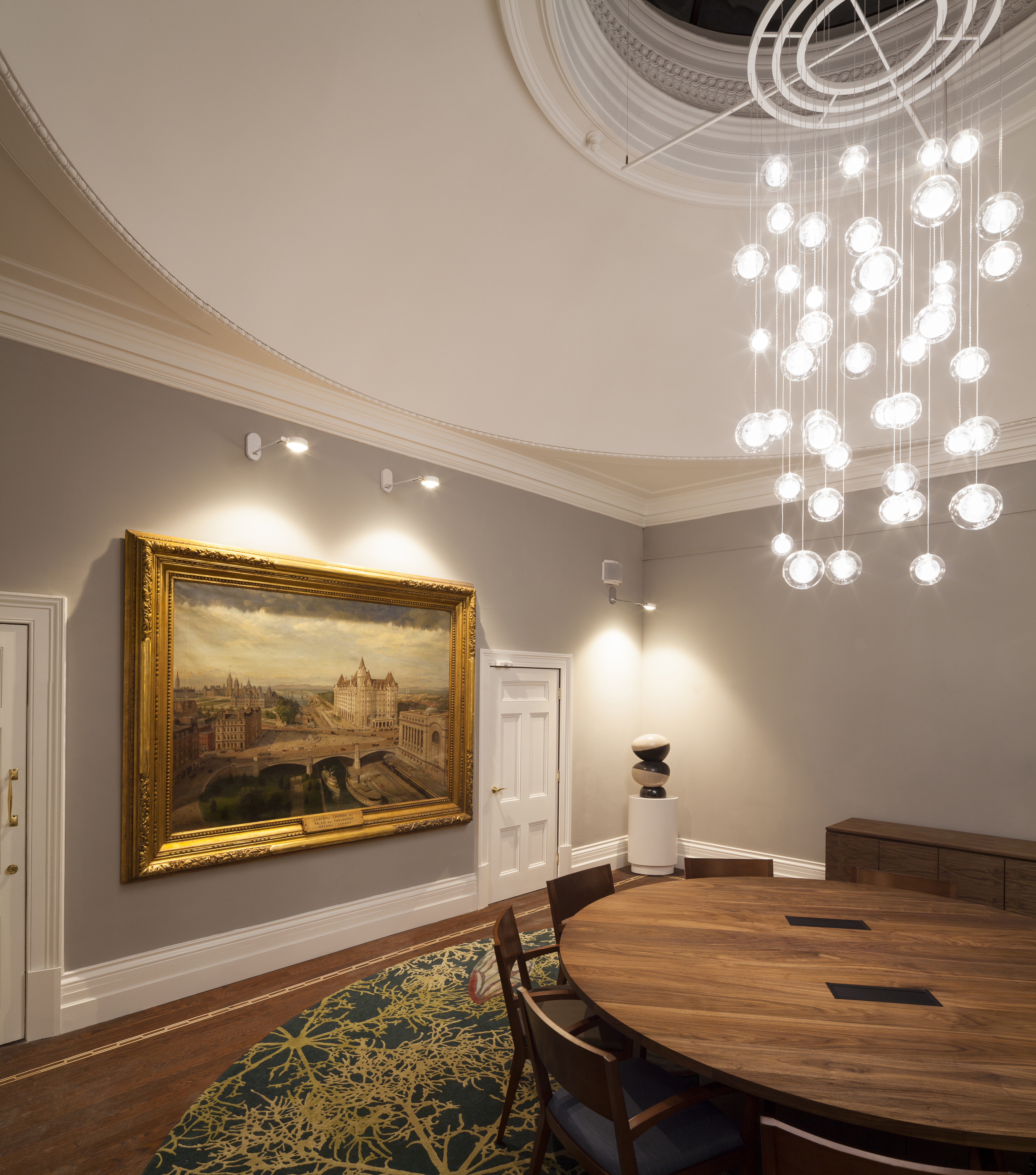
캐나다 하우스의 온타리오 룸

캐나다 하우스는 2010년에 다시 폐쇄되었다가 다이아몬드 희년을 맞아 2012년에 재개관했다. 런던 2012년 하계 올림픽 기간 동안 캐나다 올림픽 하우스로 사용되었다. 영사, 홍보, 정치, 무역 및 행정 기능을 포함한 고등판무관 사무소의 주요 업무는 당시 메이페어의 맥도널드 하우스에서 수행되었다.
2013년 2월, 캐나다 정부는 캐나다 하우스로 외교 인력을 통합하고 맥도널드 하우스를 매각할 것이라고 발표했다. 이 계획의 일환으로 캐나다 하우스 옆 건물인 2-4 콕스퍼 스트리트가 2013년에 캐나다에 의해 인수되었다(이 날짜까지 2-4 콕스퍼 스트리트는 영국 디지털·문화·미디어·스포츠부의 본부로 사용되었다). 2-4 콕스퍼 스트리트 건물은 1926년에서 1929년 사이에 캐나다 선 라이프 생명 보험 회사(Sun Life Assurance Company of Canada)를 위해 지어졌으며, 제2차 세계 대전 동안 런던에서 캐나다군의 해외 본부로 사용되었다. 다음 2년 동안 2-4 콕스퍼 스트리트와 캐나다 하우스는 리모델링되었다. 리모델링의 일환으로 2-4 콕스퍼 스트리트는 2014년 7월에 캐나다 하우스와 연결되었다. 2013년 11월에 맥도널드 하우스는 매각되었지만, 거래의 일부로 외교 직원은 캐나다 하우스의 리모델링이 완료될 때까지 머무는 것이 허용되었고, 외교 직원은 2014년 12월이 되어서야 캐나다 하우스로 이전했다.
캐나다 고등판무관 사무소는 2014년 12월 15일에 모든 외교 기능을 캐나다 하우스로 이전했다. 여왕과 에든버러 공작 필립은 2015년 2월 19일에 캐나다 하우스를 다시 공식적으로 재개관했다.

## 현재 기능
캐나다 하우스는 영국 주재 캐나다 고등판무관 사무소의 본거지이다. 이곳에는 캐나다인들이 여권을 갱신하거나 긴급 지원을 신청할 수 있는 영사 시설, 비자 및 이민 처리 서비스, 군사 연락 사무소, 무역 담당관, 정치 담당관 및 홍보 부서가 있다. 캐나다 하우스는 특별 행사, 회의, 리셉션, 강연 및 오찬을 주최하는 데 사용된다. 캐나다 하우스 갤러리에서는 역사적이고 현대적인 예술품과 유물을 전시한다.

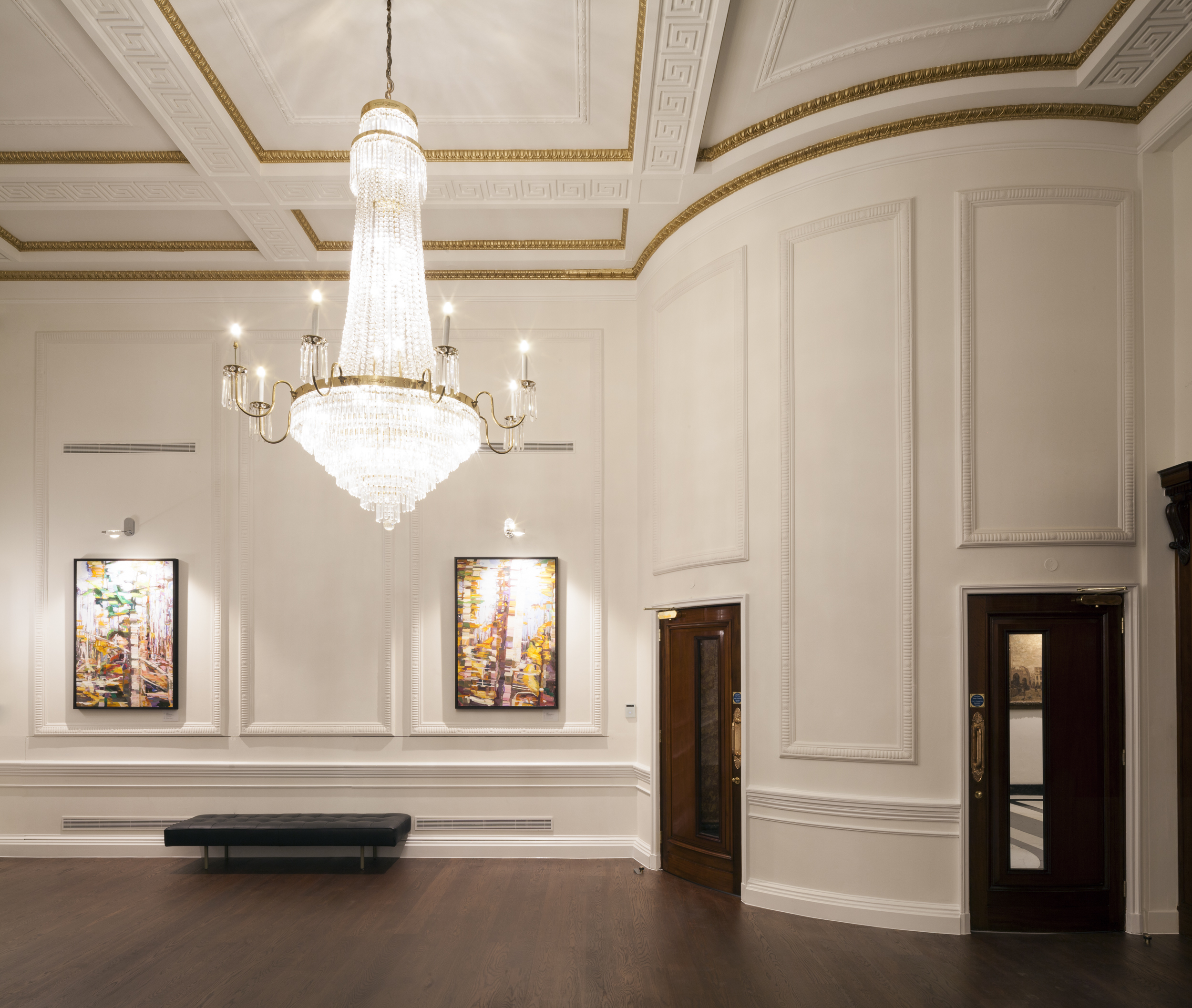
캐나다 하우스의 매켄지 킹 룸, 접수 공간

## 갤러리

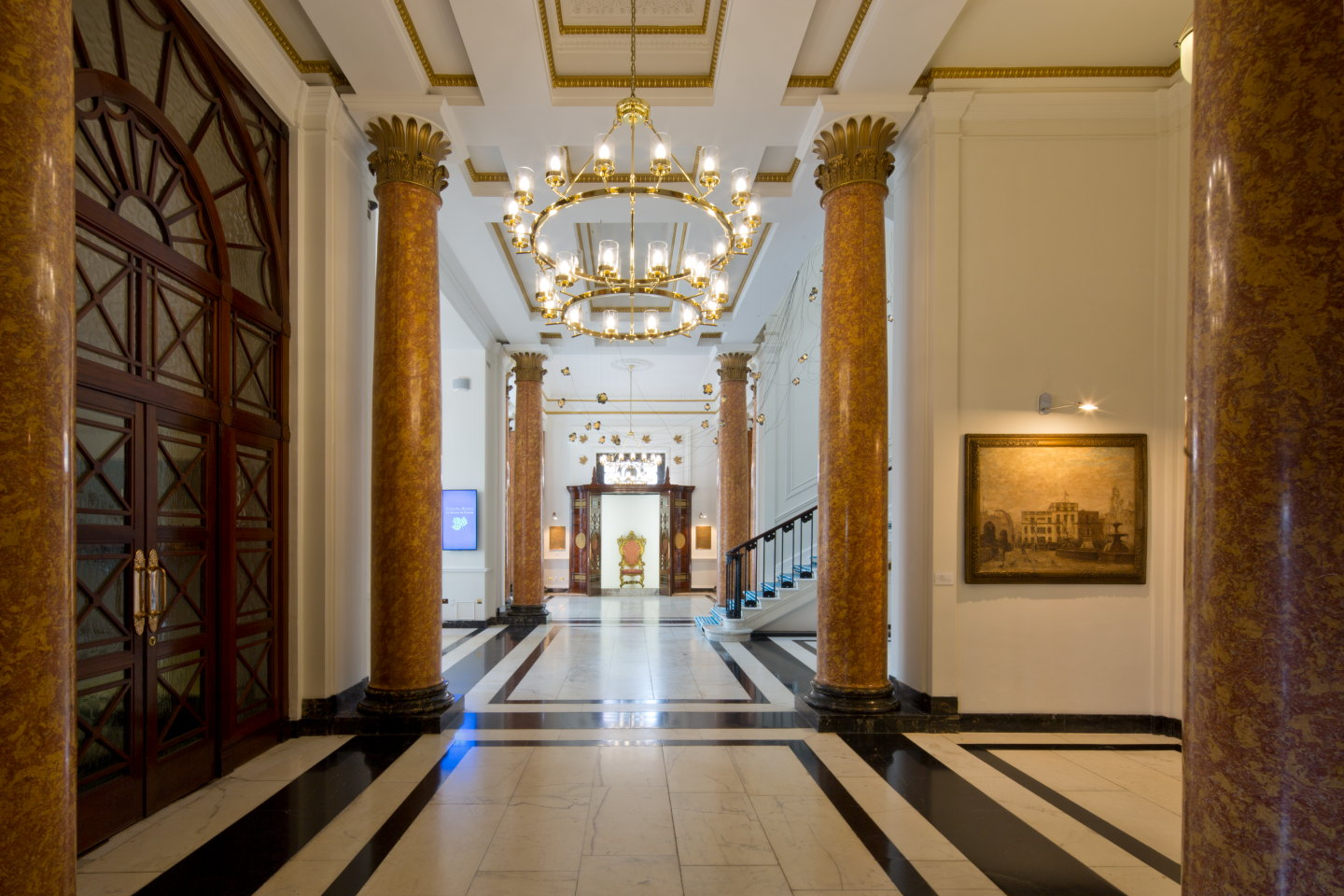
캐나다 하우스 정면 입구
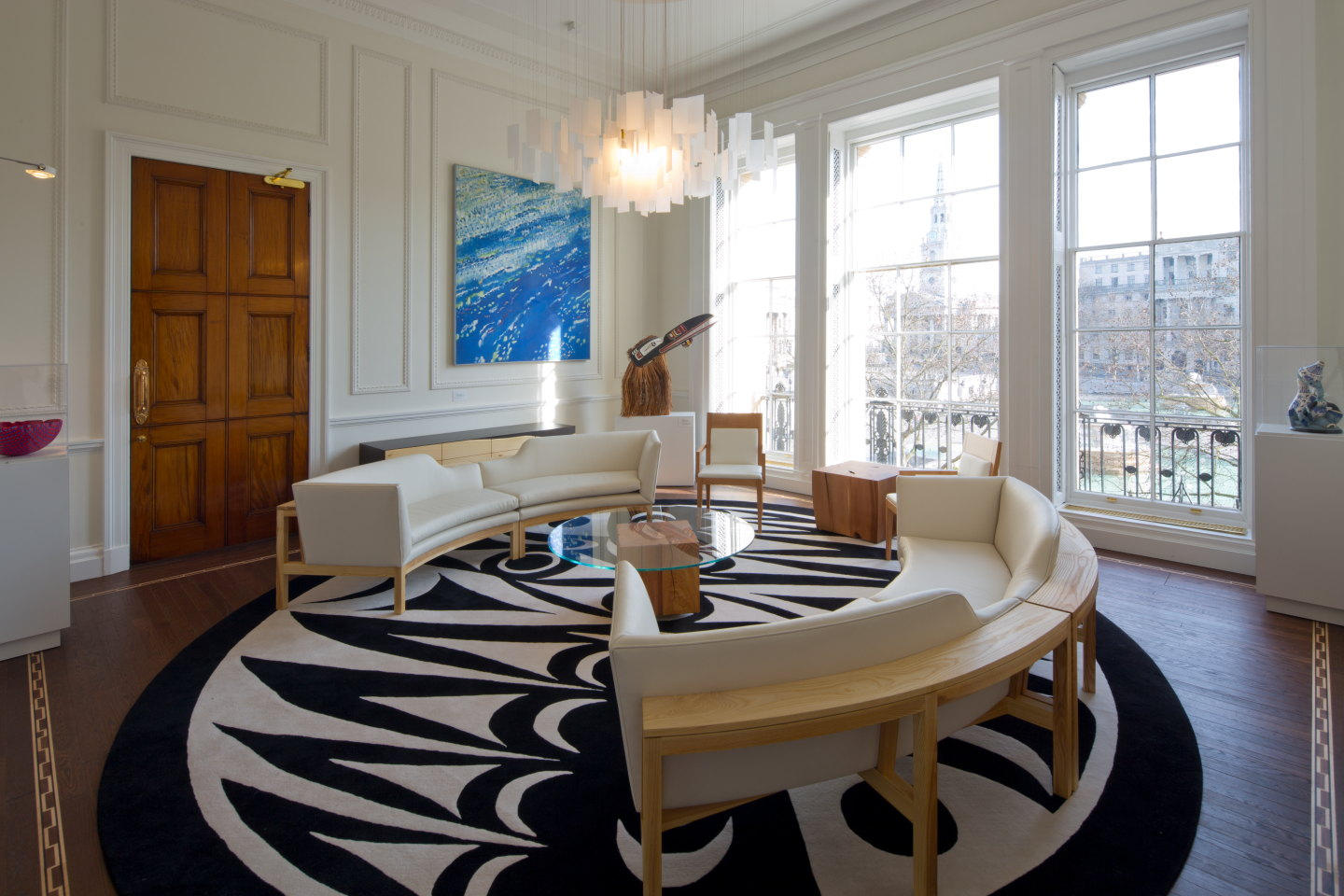
캐나다 하우스의 브리티시컬럼비아 룸
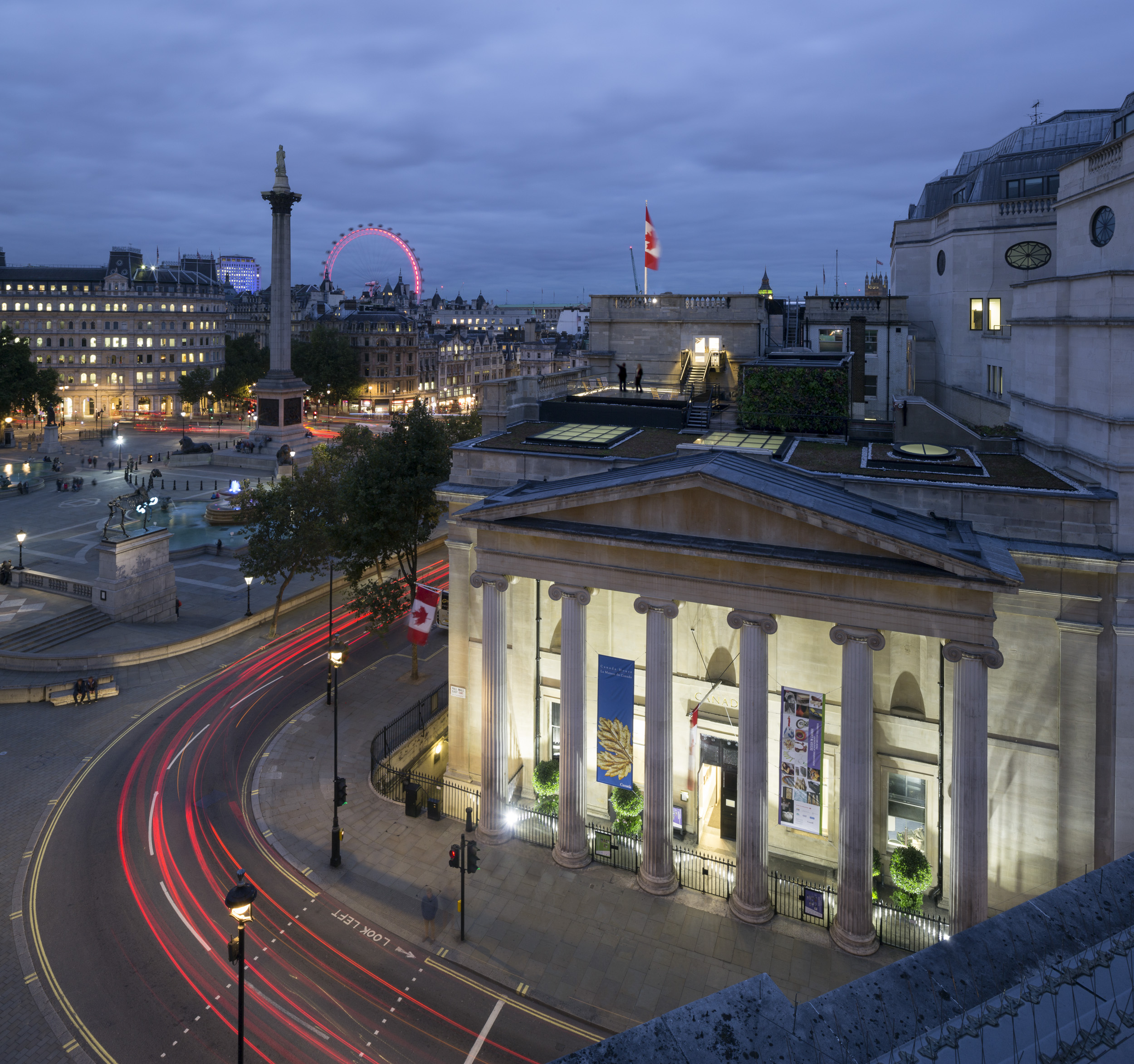
캐나다 하우스와 트라팔가 광장의 조감도
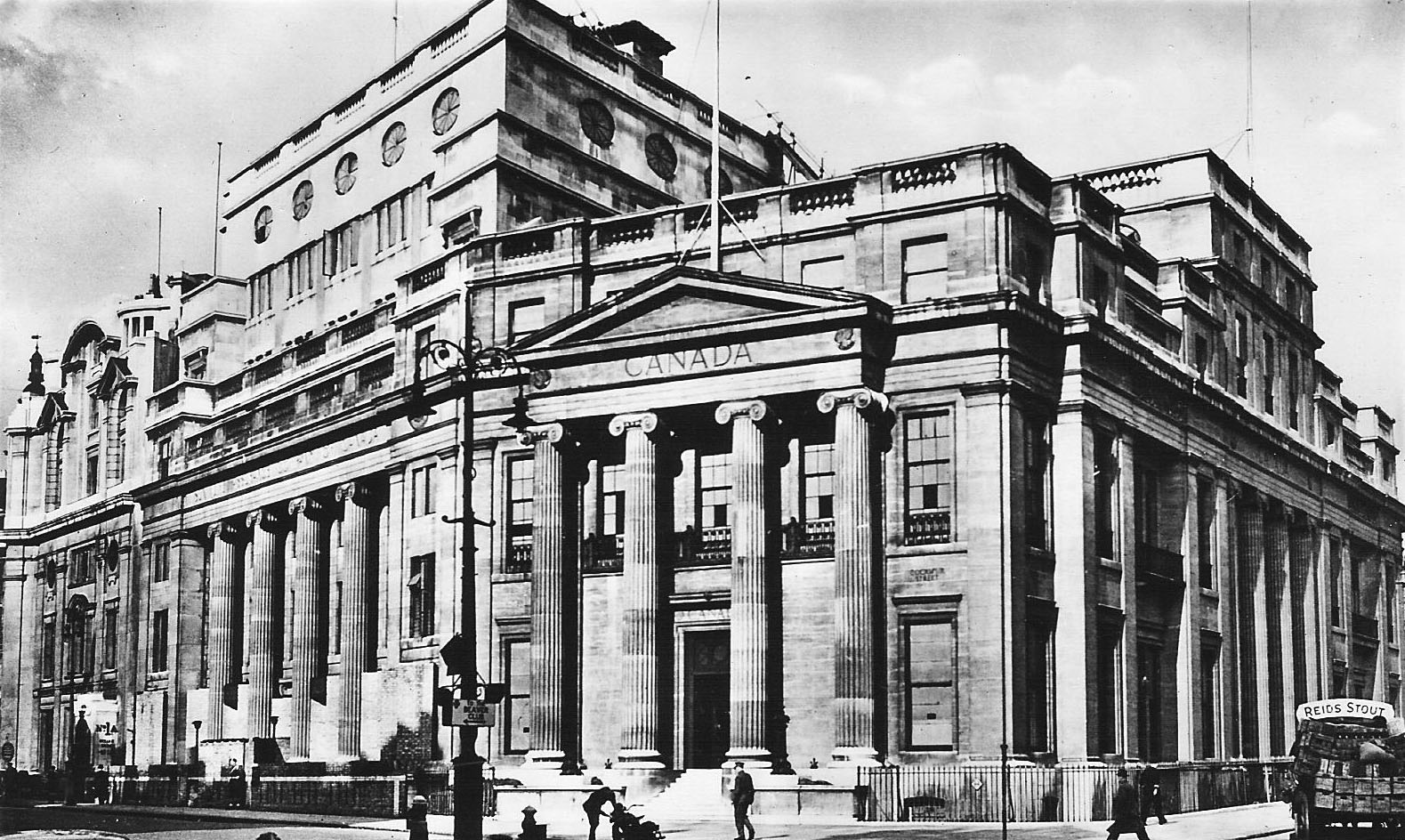
1926년의 캐나다 하우스
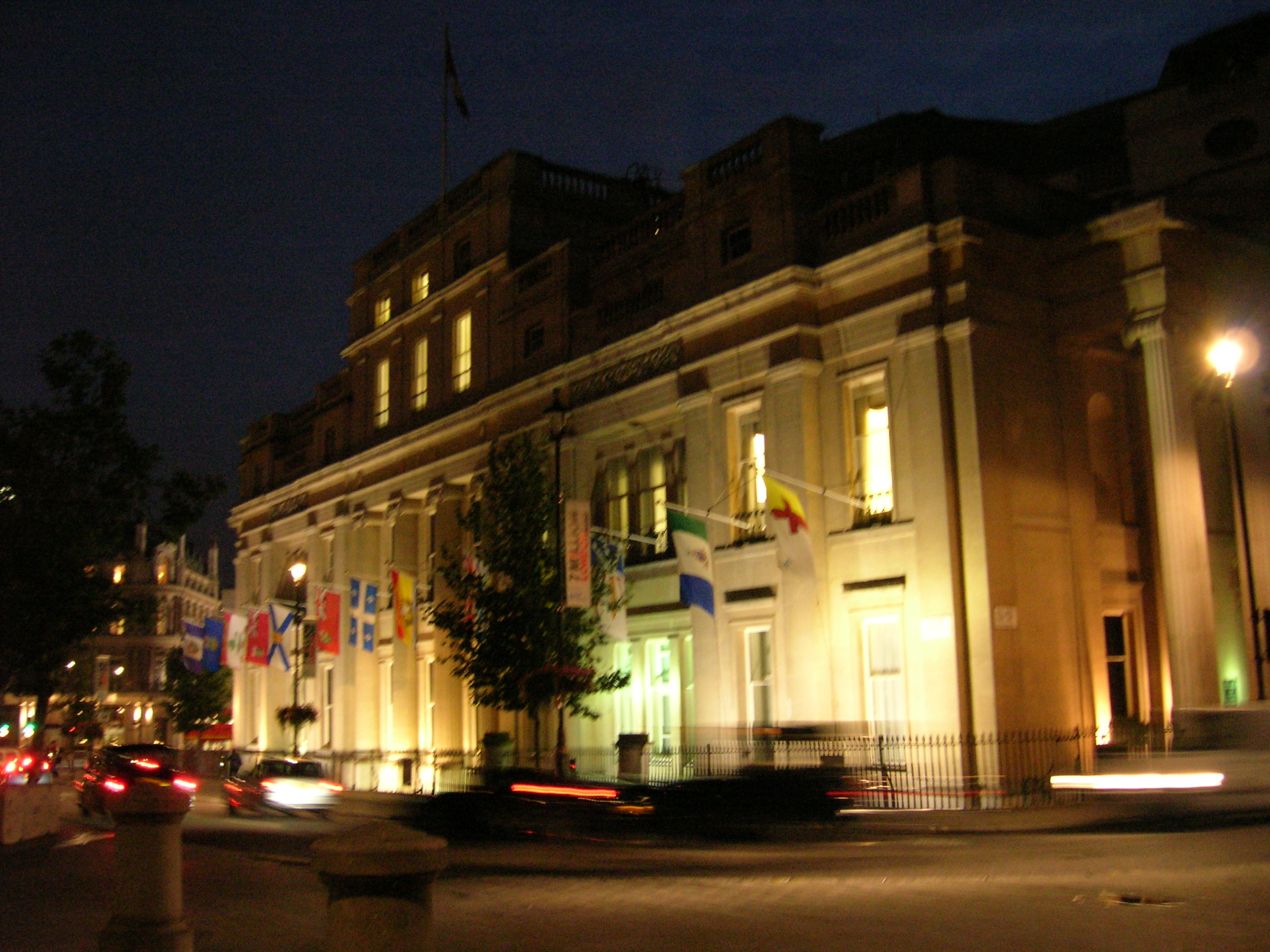
밤의 캐나다 하우스, 측면에 캐나다의 주 깃발이 보인다
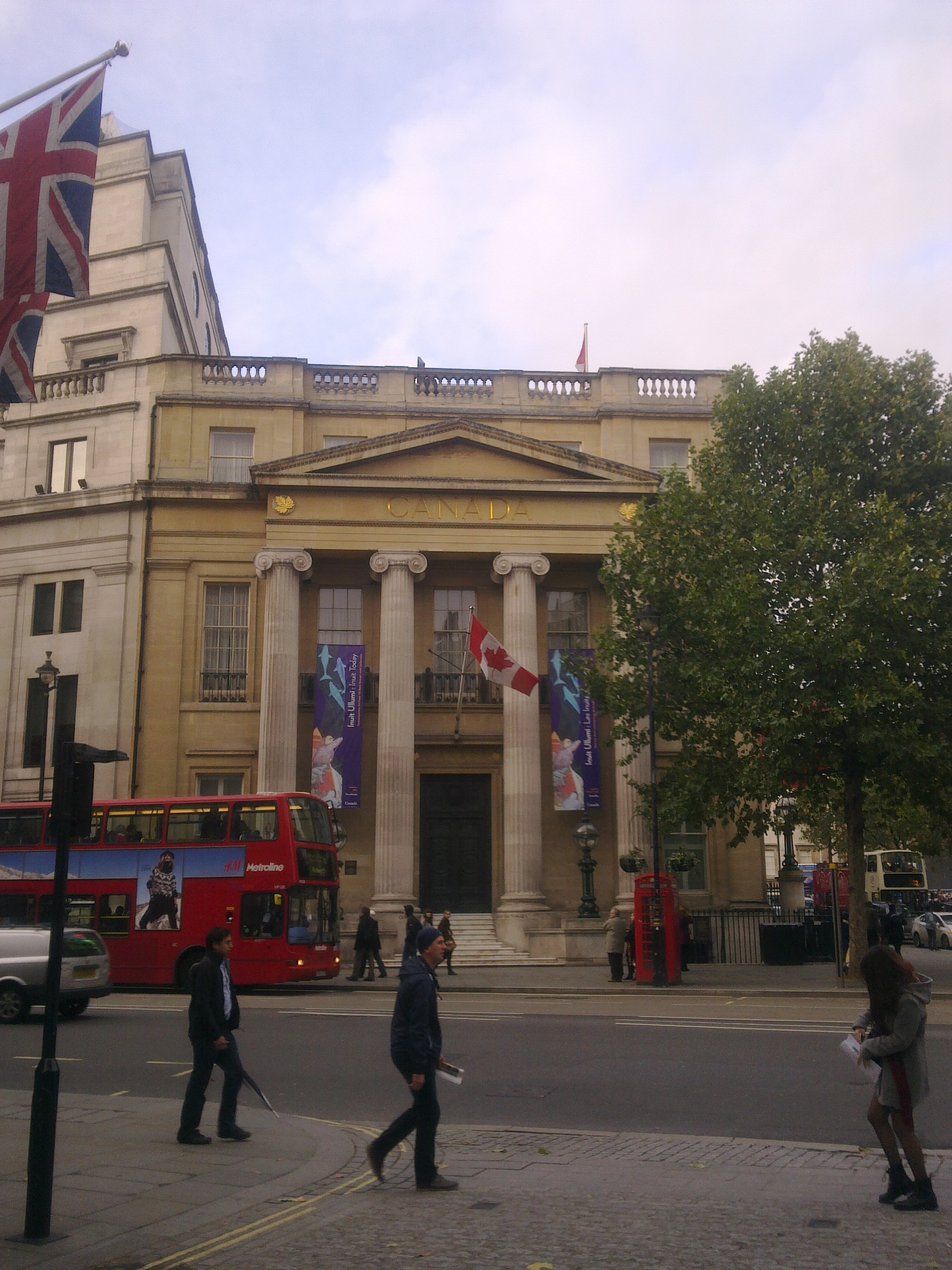
콕스퍼 스트리트의 입구
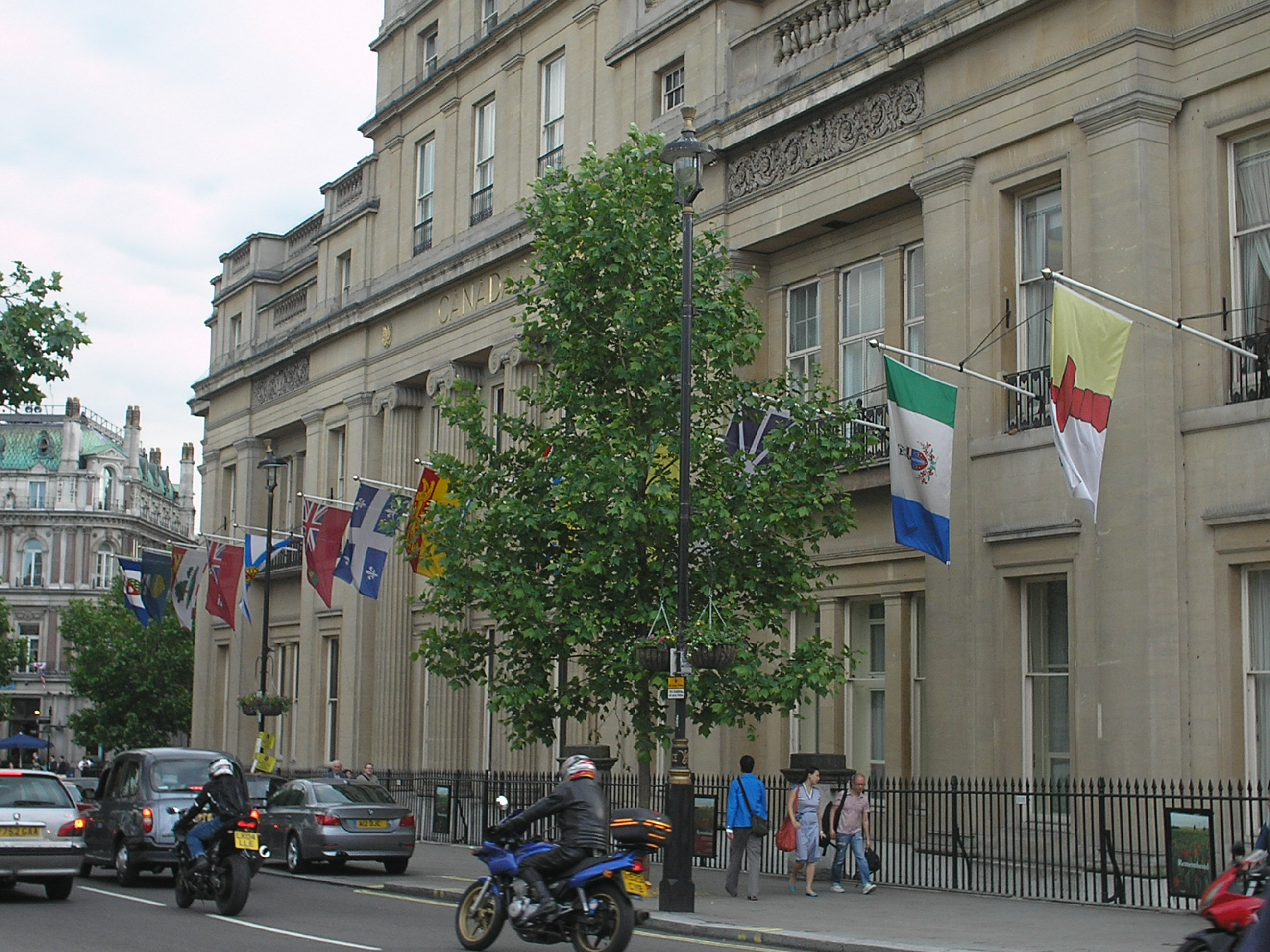
캐나다 하우스의 주 및 준주 깃발
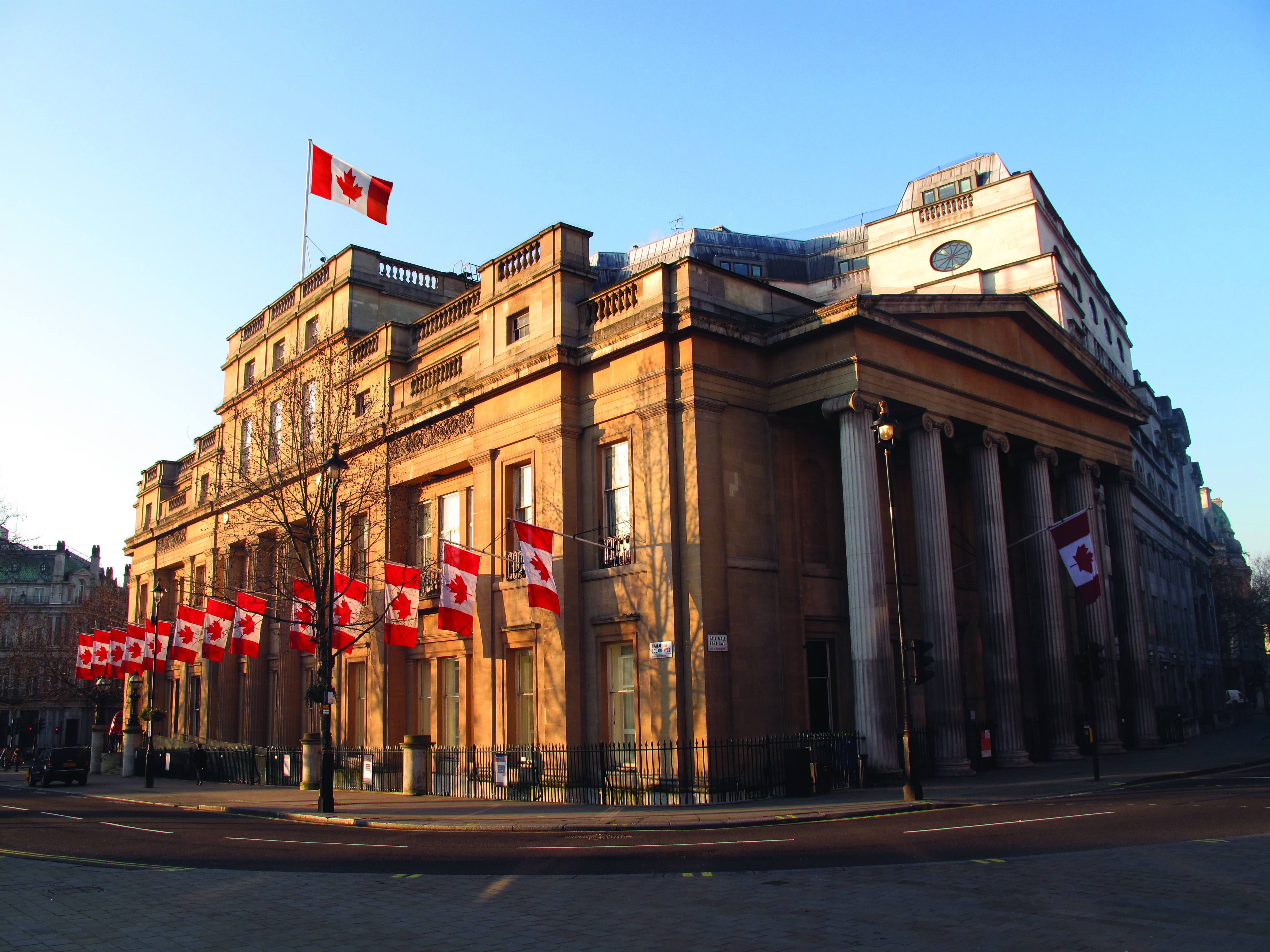
깃발이 있는 캐나다 하우스
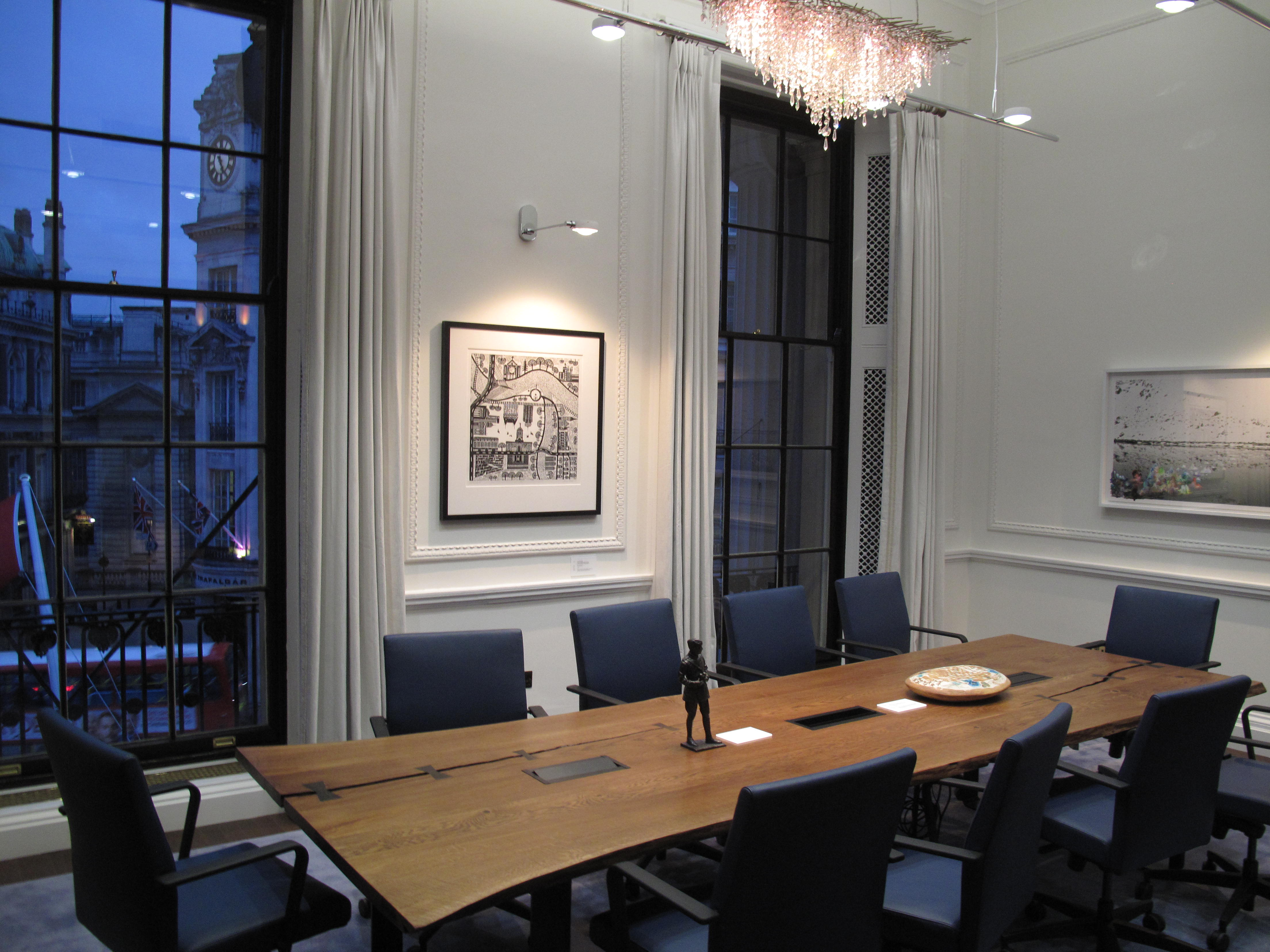
캐나다 하우스의 매니토바 룸
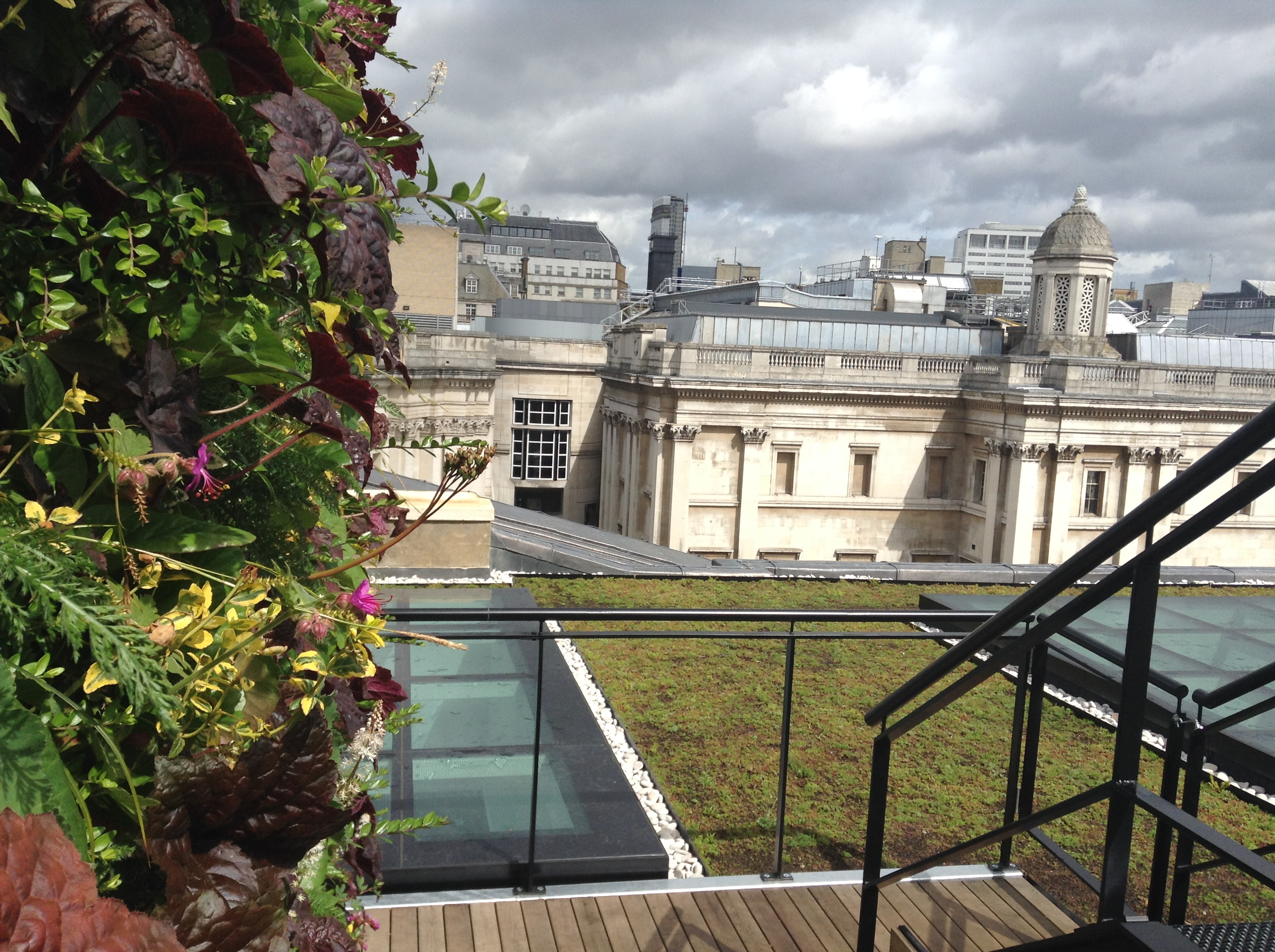
캐나다 하우스 지붕의 녹색 지붕

## 같이 보기
- 캐나다 하우스 (베를린)